# The Voice of Italy (Temporada 4)
La cuarta edición de The Voice of Italy fue retransmitida en prime time por televisión en Rai 2 y Rai HD, en reposiciones en Rai 4 y en la radio en Rai Radio 2 y RTL 102.5, del 24 de febrero al 23 de mayo 2016, para un total de catorce episodios. El director reconfirmado por tercer año consecutivo es Federico Russo, apoyado por V-Reporter Alessandra "Angelina" Angeli.
La edición la ganó Alice Paba, competidora del equipo Dolcenera.

## Reparto y promociones
Las primeras noticias relativas a la cuarta edición del programa llegaron en junio de 2015 cuando, de hecho, fue confirmada por Rai "La Voz de Italia 2016". En los últimos meses de 2015, sin embargo, hay inscripciones relativas a los futuros entrenadores del programa y también llega la noticia de que Piero Pelù, Noemi y el dúo compuesto por Roby y Francesco Facchinetti han dejado el concurso de talentos. Poco tiempo después, también llega la confirmación de J-Ax con respecto a su salida de The Voice, ya que posteriormente se comprometió en el papel de entrenador dentro del programa de talentos Amici junto a Nek, este último en la terna de candidatos a entrenador de la cuarta edición de La Voz. Otros rumores han visto a Fiorella Mannoia y a la ex Spice Girl Geri Halliwell como dos posibles entrenadoras de la nueva edición, aunque, sin embargo, ninguna de ellas lo es. confirmado. Sin embargo, a fines de diciembre de 2015, tenemos las declaraciones sobre los cuatro entrenadores oficiales, quienes habrían sido Dolcenera, Emis Killa, Max Pezzali y Raffaella Carrà, quien fue ya estuvo presente como entrenadora en las dos primeras ediciones y luego se ausentó en la tercera por estar ocupada con el programa Forte forte forte. Reconfirmado al timón por tercera vez consecutiva Federico Russo, sin embargo, no lo volvió a acompañar Valentina Correani como sucedió en las dos ediciones anteriores, sino Alessandra "Angelina " Angeli, ya conocida por el público de Rai 2 por haber participado en el reality show Beijing Express 3 en el dúo de los . Desde febrero de 2016, en particular durante el Festival di Sanremo 2016, los primeros comerciales que presentan a los cuatro entrenadores en sus sillones rojos han sido lanzados en las redes Rai: Emis Killa se sienta en un sillón durante una sesión de tatuaje, Dolcenera se sienta en un sillón del gimnasio después de un entrenamiento, Max Pezzali está sentado en un sillón mientras está en la barbería y Carrà va en avión sentado en un sillón rojo frente a los otros tres entrenadores.

Entrenadores actuales
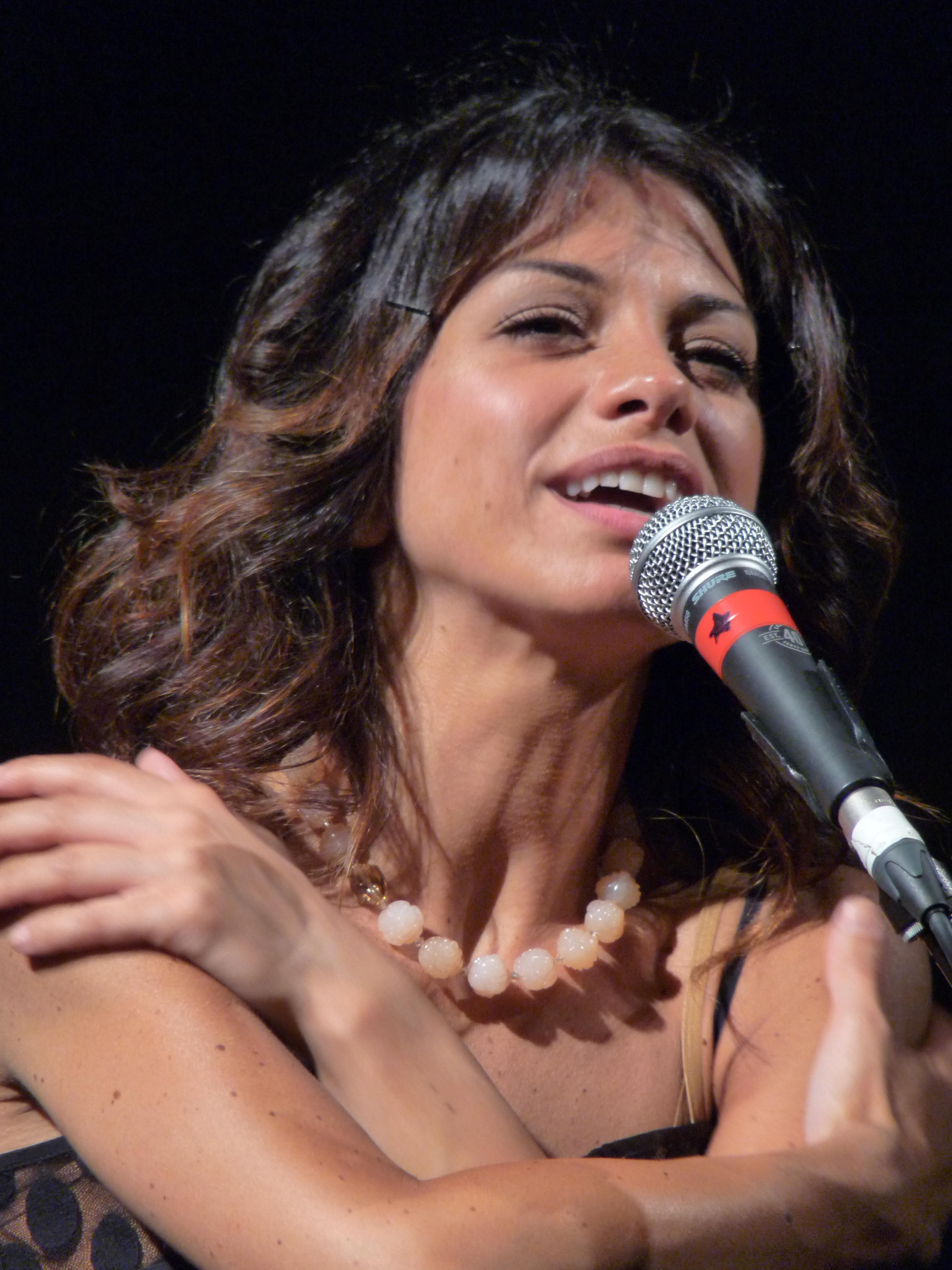
Dolcenera
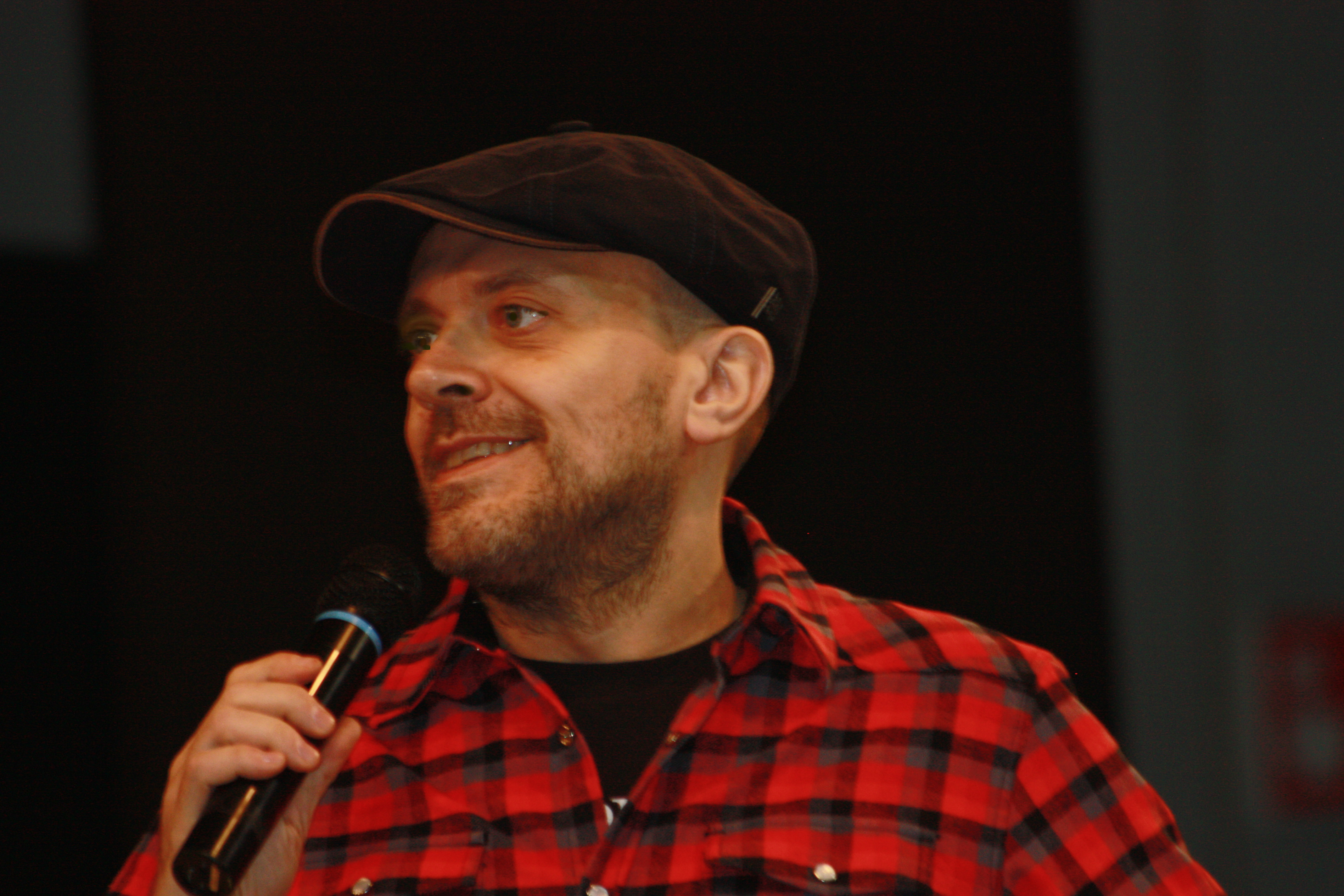
Max Pezzali
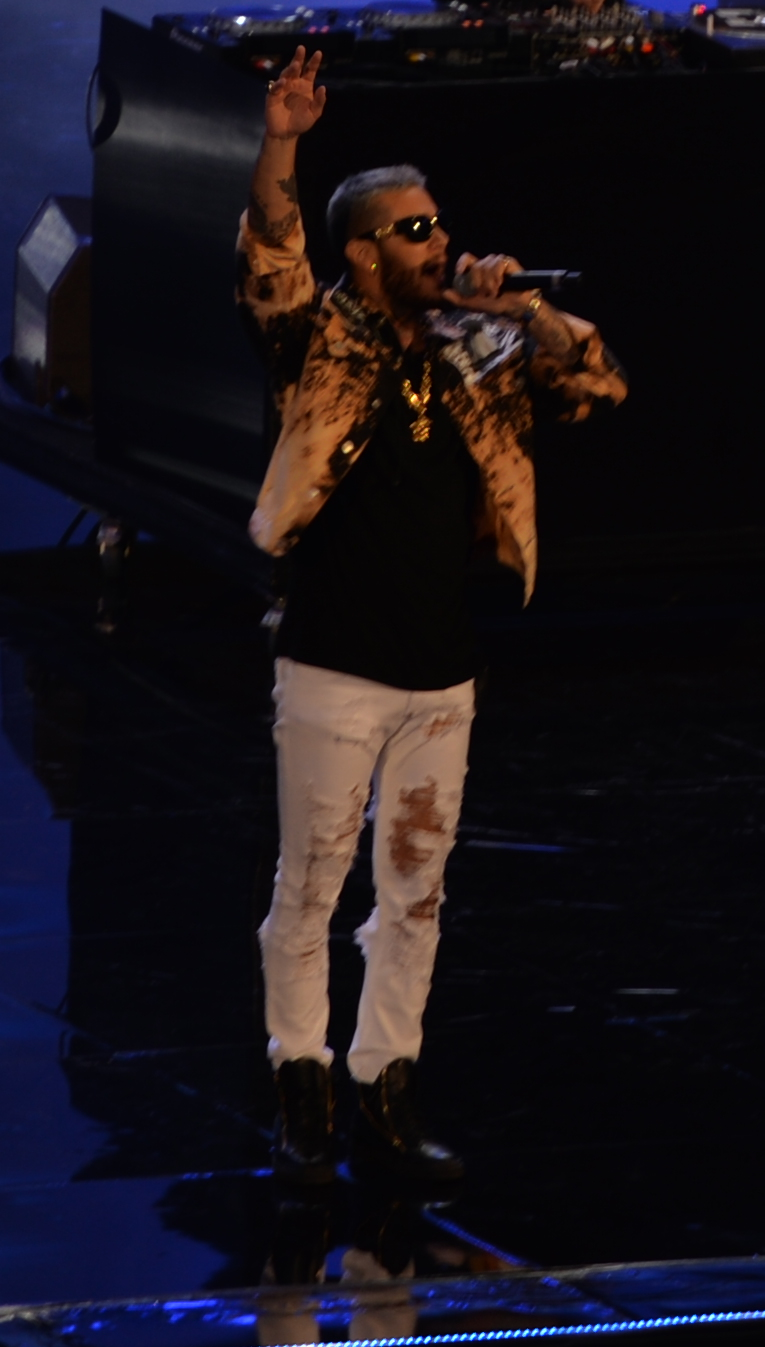
Emis Killa

Los profesores de canto de esta edición son Federica Abbate por el equipo de Emis Killa, Danilo Vaona por el equipo de Raffaella Carrà, Davide Ferrario por el equipo de Max Pezzali y Cristian Milani para el equipo de Dolcenera.

## Equipos
Leyenda
| - Ganador - Segundo Lugar - Tercer lugar. - Cuarto lugar | - Eliminado en shows en vivo - Eliminado en Knockout - Eliminado en Batallas - Robado en Batallas - El competidor se retiró de la competencia. | - Cursiva Competidor rescatado gracias a STEAL |

|               |    | Equipo Dolcenera           | Equipo Emis             | Equipo Pezzali          | Equipo Raffaella    |
| ------------- | -- | -------------------------- | ----------------------- | ----------------------- | ------------------- |
| Participantes | 01 | Alice Paba                 | Charles Kablan          | Elya Zambolin           | Tanya Borgese       |
| Participantes | 02 | Joe Croci                  | Frances Alina Ascione   | iWolf                   | Samuel Pietrasanta  |
| Participantes | 03 | Giorgia Alò                | Roberta Nasti           | Davide Carbone          | Beatrice Ferrantino |
| Participantes | 04 | Edith Brinca               | Giuliana Ferraz         | Francesca Basaglia      | Foxy Ladies         |
| Participantes | 05 | Massimo Cantisani          | Debora Cesti            | Claudio Cera            | Katy Desario        |
| Participantes | 06 | Annamaria Castaldi         | William Prestigiacomo   | Viviana Colombo         | Francesca Profico   |
| Participantes | 07 | Luca De Gregorio.          | Pino Giordano           | Cristiano Carta         | Manuel Aspidi       |
| Participantes | 08 | Cristina Di Pietro         | Ivan Giancarlo Giannini | Giuseppe Citarelli      | Alessia Langella    |
| Participantes | 09 | Chiara Granetto            | Marta Pedoni            | Kevin Pappano           | Cristina Ambu       |
| Participantes | 10 | Stephanie Riondino         | Giorgia Papasidero      | Virna Marangoni         | Elisa Maffenini     |
| Participantes | 11 | Frank Polucci              | Jennifer Vargas Antela  | Clara Aceti             | Bruna Zaccaro       |
| Participantes | 12 | Enrico Bernardo            | Mirko Ciulla            | Andrea Cerrato          | Federica Vincenti   |
| Participantes | 13 | Fabio De Vincente          | Viviana Buonomo         | Mirko Adinolfi          | Irene Colzani       |
| Participantes | 14 | Mattia Sciascia            | Roxana Ene              | Elisa Meo               | Rosaria Mallardo    |
| Participantes | 15 | Giulia Franceschini        | Claudio Di Cicco        | Noemi Castagnanova      | Armando Curameng    |
| Participantes | 16 | Greta Squillace            | Marta Pilia             | Valentina Buccinnà      | Fabio De Gennaro    |
| Participantes | 17 | Danylo Palyeyev Barmanskyy | Davide Ruda             | Aurora Lecis            | Ottavia Bruno       |
| Participantes | 18 | Neja                       | Mariangela Corvino      | Cristina Cascone        | Andrea Palmieri     |
| Participantes | 19 | Derek                      | Corinne Marchini        | Ivan Giancarlo Giannini | Valentino Bianconi  |
| Participantes | 20 | Agata Aquilina             | Veronica Moscara        | Cristina Di Pietro      | Daniele Soffiani    |
| Participantes | 21 | Rocco Fiore                | Salvo Matarazzo         | Katy Desario            | Erika Finotti       |
| Participantes | 22 | Sara Caratelli             | Gianfrancesco Cataldo   | Kimia Ghorbani          | iWolf               |

## Audiciones a ciegas

### Primer episodio
El primer episodio salió al aire el 24 de febrero 2016. Los cuatro entrenadores actuaron en el Salón de la Fama de El Guión.
Invitado: Gigi D'Alessio (Non dirgli mai)
| Orden | Artista (edad)                                                            | Canción (cantante original)                | Resultado | Resultado | Resultado | Resultado |
| Orden | Artista (edad)                                                            | Canción (cantante original)                | Dolcenera | Pezzali   | Raffaella | Emis      |
| ----- | ------------------------------------------------------------------------- | ------------------------------------------ | --------- | --------- | --------- | --------- |
| 1     | Annamaria "Anna" Castaldi (17)                                            | Pensa (Fabrizio Moro)                      |           |           |           |           |
| 2     | Debora Cesti (23)                                                         | Raggamuffin (Selah Sue)                    |           |           |           |           |
| 3     | Brian Grisetti (17)                                                       | Io che non vivo (senza te) (Pino Donaggio) | —         | —         | —         | —         |
| 4     | Kevin Pappano (17)                                                        | What Do You Mean? (Justin Bieber)          |           |           |           | —         |
| 5     | Cristiano Carta (23)                                                      | I Got You (I Feel Good) (James Brown)      |           |           |           |           |
| 6     | Davide Ruda (33)                                                          | Bad Medicine (Bon Jovi)                    |           |           |           |           |
| 7     | Giorgia Alò (22)                                                          | Enjoy the Silence (Depeche Mode)           |           | —         | —         | —         |
| 8     | Aurora Lecis (17)                                                         | Super Bass (Nicki Minaj)                   |           |           |           | —         |
| 9     | Foxy Ladies (nombre real: Federica, Ambra y Sara Baccaglini) (40, 39, 29) | Hit the Road Jack (Ray Charles)            |           |           |           |           |
| 10    | Mariangela Corvino (24)                                                   | Cry Baby (Janis Joplin)                    | —         | —         | —         |           |
| 11    | Samuel Pietrasanta (23)                                                   | Firestone (Kygo ft. Conrad Sewell)         |           |           |           |           |
| 12    | Francesca Giuliani (23)                                                   | Com'è straordinaria la vita (Dolcenera)    | —         | —         | —         | —         |
| 13    | Virna Marangoni (49)                                                      | Roadhouse Blues (Doors)                    | —         |           |           |           |
| 14    | Vanessa Catarinelli (24)                                                  | Sax (Fleur East)                           | —         | —         | —         | —         |
| 15    | Fabio De Vincente (32)                                                    | Say Something (A Great Big World)          |           |           |           |           |

### Segundo episodio
El segundo episodio se emitió el 2 de marzo de 2016.
| Orden | Artista (edad)                                                  | Canción (cantante original)           | Resultado | Resultado | Resultado | Resultado |
| Orden | Artista (edad)                                                  | Canción (cantante original)           | Dolcenera | Pezzali   | Raffaella | Emis      |
| ----- | --------------------------------------------------------------- | ------------------------------------- | --------- | --------- | --------- | --------- |
| 1     | William Prestigiacomo (29)                                      | Shake a Tail Feather (Blues Brothers) | —         |           |           |           |
| 2     | Andrea Palmieri (17)                                            | Let Her Go (Passenger)                |           |           |           |           |
| 3     | Clara Aceti (24)                                                | Come mai (883)                        | —         |           | —         |           |
| 4     | Kateryna Tsar'kova (29)                                         | Somewhere Only We Know (Lily Allen)   | —         | —         | —         | —         |
| 5     | Massimo Cantisani (28)                                          | Let's Get It On (Marvin Gaye)         |           |           |           |           |
| 6     | Claudio Cera (29)                                               | Wrecking Ball (Miley Cyrus)           |           |           |           |           |
| 7     | Sara Caratelli (25)                                             | Mi tierra (Gloria Estefan)            |           |           |           |           |
| 8     | Giuliana Ferraz (18)                                            | People Help the People (Birdy)        |           |           | —         |           |
| 9     | iWolf (vero nome: Cristina De Vita e Michele Bonfitto) (26, 23) | Elettrochoc (Matia Bazar)             | —         | —         |           |           |
| 10    | Nicola Cardace (23)                                             | Sing (Ed Sheeran)                     | —         | —         | —         | —         |
| 11    | Manuel Aspidi (28)                                              | Love Runs Out (OneRepublic)           |           |           |           |           |
| 12    | Gianmarco Finizio (25)                                          | Chissà se lo sai (Lucio Dalla)        | —         | —         | —         | —         |
| 13    | Kimia Ghorbani (31)                                             | Ey Borun                              |           |           | —         |           |
| 14    | Antonietta Carpinelli (20)                                      | Natural Woman (Céline Dion)           | —         | —         | —         | —         |
| 15    | Chiara Granetto (17)                                            | When Love Takes Over (David Guetta)   |           | —         |           | —         |
| 16    | Elya Zambolin (23)                                              | Mondo (Cesare Cremonini)              |           |           |           |           |
| 17    | Marta Pedoni (25)                                               | Who Wants to Live Forever (Queen)     |           | —         |           |           |
| 18    | Stephanie Riondino (22)                                         | Try (Pink)                            |           | —         | —         | —         |

### Tercer episodio
El tercer episodio se emitió el 9 de marzo 2016.
| Orden | Artista (edad)                                      | Canción (cantante original)                          | Resultado | Resultado | Resultado | Resultado |
| Orden | Artista (edad)                                      | Canción (cantante original)                          | Dolcenera | Pezzali   | Raffaella | Emis      |
| ----- | --------------------------------------------------- | ---------------------------------------------------- | --------- | --------- | --------- | --------- |
| 1     | Charles Kablan (22)                                 | Hello (Adele)                                        |           |           |           |           |
| 2     | Alice Paba (19)                                     | Toxic (Britney Spears)                               |           |           | —         | —         |
| 3     | Valentino Bianconi (27)                             | Come Fly with Me (Frank Sinatra)                     |           |           |           |           |
| 4     | Maria Grazia Passariello (22)                       | Everybody Hurts (R.E.M.)                             | —         | —         | —         | —         |
| 5     | Greta Squillace (24)                                | Ti sento (Matia Bazar)                               |           |           |           | —         |
| 6     | Daniele Soffiani (29)                               | It's My Life (Bon Jovi)                              | —         |           |           |           |
| 7     | Valentina Petrossi (30)                             | Piece of My Heart (Erma Franklin)                    | —         | —         | —         | —         |
| 8     | Davide Carbone (33)                                 | La voce del silenzio (Andrea Bocelli)                | —         |           |           |           |
| 9     | Tanya Borgese (27)                                  | Mama Told Me Not to Come (Tom Jones)                 |           |           |           |           |
| 10    | Giorgia Papasidero (19)                             | Stand Up for Love (Destiny's Child)                  |           |           |           |           |
| 11    | Danylo Palyeyev Barmanskyy (22)                     | No Diggity (Blackstreet)                             |           |           | —         | —         |
| 12    | Neja (vero nome: Agnese Cacciola) (43)              | Restless (Neja)                                      |           | —         |           |           |
| 13    | Katia Miceli (31)                                   | In vacanza da una vita (Irene Grandi)                | —         | —         | —         | —         |
| 14    | Katy Desario (30)                                   | Oro (Mango)                                          | —         |           |           |           |
| 15    | Corinne Marchini (31)                               | Born This Way (Lady Gaga)                            | —         |           |           |           |
| 16    | Graziana Tafuni (18)                                | Non è l'inferno (Emma)                               | —         | —         | —         | —         |
| 17    | Alessia D'Urso                                      | California King Bed (Rihanna)                        | —         | —         | —         | —         |
| 18    | Fabio Carelli (22)                                  | Fatti avanti amore (Nek)                             | —         | —         | —         | —         |
| 19    | Sarah Memmola (27)                                  | Vivimi (Laura Pausini)                               | —         | —         | —         | —         |
| 20    | Derek (vero nome: Domenico Caringella) (22)         | Can't Feel My Face (The Weeknd)                      |           | —         | —         | —         |
| 21    | Cristina Ambu (26)                                  | Will You Love Me Tomorrow (Amy Winehouse)            | —         |           |           | —         |
| 22    | Ines Boom Boom (vero nome: Agnese Boncompagni) (29) | A Night Like This (Caro Emerald)                     | —         | —         | —         | —         |
| 23    | Andrea Cerrato (31)                                 | What Goes Around... Comes Around (Justin Timberlake) | —         |           | —         |           |

### Cuarto episodio
El cuarto episodio se emitió el 16 de marzo de 2016.
| Orden | Artista (edad)               | Canción (cantante original)                                   | Resultado | Resultado | Resultado | Resultado |
| Orden | Artista (edad)               | Canción (cantante original)                                   | Dolcenera | Pezzali   | Raffaella | Emis      |
| ----- | ---------------------------- | ------------------------------------------------------------- | --------- | --------- | --------- | --------- |
| 1     | Joe Croci (16)               | The Boxer (Simon & Garfunkel)                                 |           |           |           |           |
| 2     | Frances Alina Ascione (23)   | Do I Do (Stevie Wonder)                                       |           |           |           |           |
| 3     | Marinella Napoli (25)        | Want to Want Me (Jason Derulo)                                | —         | —         | —         | —         |
| 4     | Ivan Giancarlo Giannini (36) | Whole Lotta Love (Led Zeppelin)                               | —         |           |           |           |
| 5     | Alessia Langella (18)        | I'm with You (Avril Lavigne)                                  |           |           |           |           |
| 6     | Pino Giordano (22)           | Vai (Nino D'Angelo)                                           | —         |           |           |           |
| 7     | Viviana Colombo (27)         | Thinking Out Loud/I'm Not the Only One (Ed Sheeran/Sam Smith) |           |           |           |           |
| 8     | Teresa Chironna (17)         | Shake It Off (Taylor Swift)                                   | —         | —         | —         | —         |
| 9     | Francesca Profico (22)       | One Night Only (Jennifer Hudson)                              | —         |           |           |           |
| 10    | Annalisa Cangini (18)        | Fango (Jovanotti)                                             | —         | —         | —         | —         |
| 11    | Agata Aquilina (28)          | Nobody's Wife (Anouk)                                         |           |           | —         | —         |
| 12    | Mirko Adinolfi (22)          | You Need Me, I Don't Need You (Ed Sheeran)                    |           |           | —         | —         |
| 13    | Francesco Matteoni (34)      | See You Again (Wiz Khalifa)                                   | —         | —         | —         | —         |
| 14    | Veronica Moscara (33)        | Ready or Not (Fugees)                                         | —         | —         | —         |           |
| 15    | Franc Cinelli (30)           | The River (Bruce Springsteen)                                 | —         | —         | —         | —         |
| 16    | Giuseppe Pagliuso (20)       | Candle in the Wind (Elton John)                               | —         | —         | —         | —         |
| 17    | Giulia Franceschini (32)     | Don't Know Why (Norah Jones)                                  |           |           |           | —         |
| 18    | Clara Danelon (30)           | Senza parole (Vasco Rossi)                                    | —         | —         | —         | —         |
| 19    | Andrea Balestrieri (35)      | Il bacio sulla bocca (Ivano Fossati)                          | —         | —         | —         | —         |
| 20    | Stefania Mancuso (19)        | Io e te da soli (Mina)                                        | —         | —         | —         | —         |
| 21    | Francesco Pugliese (19)      | Ti scatterò una foto (Tiziano Ferro)                          | —         | —         | —         | —         |
| 22    | Elisa Maffenini (30)         | Quando nasce un amore (Anna Oxa)                              | —         | —         |           |           |
| 23    | Roberta Nasti (28)           | Anima (Pino Daniele)                                          |           |           | —         |           |
| 24    | Frank Polucci (33)           | Wonderwall (Oasis)                                            |           | —         | —         | —         |
| 25    | Bruna Zaccaro (17)           | Resta ancora un po' (Antonino)                                | —         | —         |           | —         |

### Quinto episodio
El quinto episodio se emitió el 23 de marzo de 2016.
| Orden | Artista (edad)                                | Canción (cantante original)                    | Resultado | Resultado | Resultado | Resultado |
| Orden | Artista (edad)                                | Canción (cantante original)                    | Dolcenera | Pezzali   | Raffaella | Emis      |
| ----- | --------------------------------------------- | ---------------------------------------------- | --------- | --------- | --------- | --------- |
| 1     | Stefan Pribagu (22)                           | Hold Back the River (James Bay)                | —         | —         | —         | —         |
| 2     | Salvo Matarazzo (35)                          | Still Crazy After All These Years (Paul Simon) |           |           |           |           |
| 3     | Elisa Meo (25)                                | Ho Hey (The Lumineers)                         | —         |           | —         |           |
| 4     | Erika Finotti (20)                            | Lado derecho del corazón (Laura Pausini)       | —         |           |           |           |
| 5     | Ottavia Brown (vero nome: Ottavia Bruno) (31) | Sweet About Me (Gabriella Cilmi)               |           |           |           |           |
| 6     | Valerio Guerra (18)                           | Solo3min (Negramaro)                           | —         | —         | —         | —         |
| 7     | Edith Brinca (18)                             | Hey Mama (David Guetta)                        |           |           |           | .         |
| 8     | Enrico Bernardo (43)                          | Maybe I'm Amazed (Paul McCartney)              |           |           |           | .         |
| 9     | Carmen Alessandra Alessandrello (21)          | Never Forget You (Noisettes)                   | —         | —         | —         | —         |
| 10    | Federica Vincenti (32)                        | Un anno d'amore (Mina)                         | —         | —         |           |           |
| 11    | Gennaro Casciello (19)                        | Stitches (Shawn Mendes)                        | —         | —         | —         | —         |
| 12    | Jennifer Vargas Antela (23)                   | Can't Take My Eyes Off You (Lauryn Hill)       |           | —         |           |           |
| 13    | Valeria Di Corato (30)                        | Vita (Lucio Dalla e Gianni Morandi)            | —         | —         | —         | —         |
| 14    | Francesca Basaglia (19)                       | Love Yourself (Justin Bieber)                  | —         |           |           |           |
| 15    | Irene Colzani (21)                            | Yoü and I (Lady Gaga)                          | —         | —         |           |           |
| 16    | Mirko Ciulla (27)                             | Se io, se lei (Biagio Antonacci)               | —         | —         |           |           |
| 17    | Luca De Gregorio (29)                         | Gravity (John Mayer)                           |           |           |           |           |
| 18    | Noemi Castagnanova (22)                       | Valerie (Amy Winehouse)                        |           |           |           | —         |
| 19    | Giovanna Lisi (23)                            | Lontano dagli occhi (Sergio Endrigo)           | —         | —         | —         | —         |
| 20    | Viviana Buonomo (18)                          | Son of a Preacher Man (Dusty Springfield)      | —         | —         | —         |           |
| 21    | Emanuela Bellezza                             | Sugar (Maroon 5)                               | —         | —         | —         | —         |
| 22    | Davide Epicoco                                | L'amore non esiste (Fabi Silvestri Gazzè)      | —         | —         | —         | —         |
| 23    | Luana Fraccalvieri (19)                       | Do It like a Dude (Jessie J)                   | —         | —         | —         | —         |
| 24    | Davide Battisti                               | Breakeven (The Script)                         | —         | —         | —         | —         |
| 25    | Valentina Buccinnà (28)                       | Pompeii (Bastille)                             | —         |           | —         |           |

### Sexto episodio
El sexto episodio se emitió el 30 de marzo de 2016.
| Orden | Artista (edad)                           | Canción (cantante original)                          | Resultado | Resultado | Resultado | Resultado |
| Orden | Artista (edad)                           | Canción (cantante original)                          | Dolcenera | Pezzali   | Raffaella | Emis      |
| ----- | ---------------------------------------- | ---------------------------------------------------- | --------- | --------- | --------- | --------- |
| 1     | Giuseppe Citarelli (30)                  | Sugar Man (Sixto Rodriguez)                          |           |           |           |           |
| 2     | Roxana Ene (22)                          | Meraviglioso amore mio (Arisa)                       | —         |           | —         |           |
| 3     | Selena Bricco (26)                       | Lean On (Major Lazer, DJ Snake e MØ)                 | —         | —         | —         | —         |
| 4     | Rosaria Mallardo (29)                    | What a Wonderful World (Eva Cassidy)                 |           | —         |           | —         |
| 5     | Rocco Fiore (33)                         | Personal Jesus (Johnny Cash)                         |           |           |           |           |
| 6     | Cristina Cascone (20)                    | Like a Star (Corinne Bailey Rae)                     | —         |           |           |           |
| 7     | Shasha (vero nome: Mattia Sciascia) (24) | Kiss (Prince)                                        |           | —         |           | —         |
| 8     | Claudio Di Cicco (30)                    | Take on Me (a-ha)                                    | E/C       | —         | —         |           |
| 9     | Vanessa Berni (27)                       | Meravigliosa creatura (Gianna Nannini)               | E/C       | —         | —         | —         |
| 10    | Gianfrancesco Cataldo (19)               | Wild World (Cat Stevens)                             | E/C       | —         | —         |           |
| 11    | Gabriella Culletta (24)                  | Senza fare sul serio (Malika Ayane)                  | E/C       | —         | —         | —         |
| 12    | Cristina Di Pietro (30)                  | Kissing You (Des'ree)                                | E/C       |           |           |           |
| 13    | Michela Pavese (29)                      | You Had Me (Joss Stone)                              | E/C       | E/C       | —         | —         |
| 14    | Claudio Iemme (21)                       | Signed, Sealed, Delivered, I'm Yours (Stevie Wonder) | E/C       | E/C       | —         | —         |
| 15    | Armand Curameng (45)                     | Crazy Little Thing Called Love (Queen)               | E/C       | E/C       |           |           |
| 16    | Fabio De Gennaro (25)                    | Marvin Gaye (Charlie Puth ft. Meghan Trainor)        | E/C       | E/C       |           |           |
| 17    | Elisa Grassi (25)                        | America (Gianna Nannini)                             | E/C       | E/C       | —         | —         |
| 18    | Ovidiu Florin Lazar (21)                 | Waiting for Love (Avicii)                            | E/C       | E/C       | —         | —         |
| 19    | Marta Pilia (17)                         | Ain't No Other Man (Christina Aguilera)              | E/C       | E/C       |           |           |
| 20    | Serena Ciacci (30)                       | Sola (Nina Zilli)                                    | E/C       | E/C       | —         | E/C       |
| 21    | Rossella Saporito (18)                   | Always (Bon Jovi)                                    | E/C       | E/C       | —         | E/C       |
| 22    | Daniele Giannetti (28)                   | Moondance (Michael Bublé)                            | E/C       | E/C       | —         | E/C       |
| 23    | Lorenzo Lepore (18)                      | Capelli (Niccolò Fabi)                               | E/C       | E/C       | —         | E/C       |
| 24    | Beatrice Ferrantino (18)                 | Powerful (Jussie Smollett ft. Alicia Keys)           | E/C       | E/C       |           | E/C       |

| entrenador      | zumbido total | opciones | zumbido solo | desperdiciar | sin rumores | % desperdicio/zumbido |
| --------------- | ------------- | -------- | ------------ | ------------ | ----------- | --------------------- |
| Dolcenera       | 50            | 17       | 5            | 26           | 61          | 55,3%                 |
| Max Pezzali     | 59            | 21       | 0            | 40           | 47          | 65,5%                 |
| Raffaella Carrà | 64            | 19       | 2            | 43           | 44          | 67,1%                 |
| Emis Killa      | 65            | 17       | 5            | 44           | 43          | 67,7%                 |

## Batallas
Entrenador especial Durante las Batallas, cada entrenador cuenta con el apoyo de una estrella invitada, que ayudará a los competidores del equipo con el que está asociado a prepararse para los desafíos de tres vías (una innovación en comparación con el pasado ediciones, en las que los retos eran dos). Los cuatro entrenadores especiales son: Piero Pelù (ya entrenador de ediciones anteriores) para Raffaella Carrà, Francesca Michielin para Max Pezzali, Giorgio Moroder para Dolcenera y Patty Pravo para Emis Killa.
Leyenda
- Ganador de batalla
- Artista eliminado por su entrenador
- Artista eliminado por su entrenador pero salvado por Robar
- Entrenador presionando el botón Robar
- Artista es elegido para formar parte del equipo de este entrenador
- Artista elige ser parte del equipo de este entrenador
- Competidor retirado de la competencia.

### Séptimo episodio
El séptimo episodio se emitió el 6 de abril de 2016.
Antes de la quinta 'batalla', la competidora Kimia Ghorbani explica los motivos personales que la llevan a retirarse de la transmisión: por eso, la quinta batalla, a diferencia de las demás, presenta solo dos cantantes al desafío.
| Orden | Coach           | Ganador               | Canción (cantante original)                           | Perdedor                   | Robo      | Robo            | Robo            | Robo   |
| Orden | Coach           | Ganador               | Canción (cantante original)                           | Perdedor                   | Dolcenera | Pezzali         | Carrà           | Killa  |
| ----- | --------------- | --------------------- | ----------------------------------------------------- | -------------------------- | --------- | --------------- | --------------- | ------ |
| 1     | Emis Killa      | Charles Kablan        | In the Night (The Weeknd)                             | Corinne Marchini           | —         | —               | —               | N/D    |
| 1     | Emis Killa      | Charles Kablan        | In the Night (The Weeknd)                             | Veronica Moscara           | —         | —               | —               | N/D    |
| 2     | Raffaella Carrà | Alessia Langella      | Viva la vida (Coldplay)                               | Erika Finotti              | —         | —               | N/D             | —      |
| 2     | Raffaella Carrà | Alessia Langella      | Viva la vida (Coldplay)                               | iWolf                      | —         |                 | N/D             | —      |
| 3     | Dolcenera       | Alice Paba            | Svalutation (Adriano Celentano)                       | Agata Aquilina             | N/D       | Equipo Completo | —               | —      |
| 3     | Dolcenera       | Alice Paba            | Svalutation (Adriano Celentano)                       | Sara Caratelli             | N/D       | Equipo Completo | —               | —      |
| 4     | Emis Killa      | William Prestigiacomo | For Once in My Life (Stevie Wonder)                   | Gianfrancesco Cataldo      | —         | Equipo Completo | —               | N/D    |
| 4     | Emis Killa      | William Prestigiacomo | For Once in My Life (Stevie Wonder)                   | Salvo Matarazzo            | —         | Equipo Completo | —               | N/D    |
| 5     | Max Pezzali     | Davide Carbone        | si tu no vuelves (Miguel Bosé)                        | Katy Desario               | —         | Equipo Completo |                 | —      |
| 5     | Max Pezzali     | Davide Carbone        | si tu no vuelves (Miguel Bosé)                        | Kimia Ghorbani             | Retiro    | Retiro          | Retiro          | Retiro |
| 6     | Raffaella Carrà | Foxy Ladies           | Tutta mia la città (Giuliano Palma & the Bluebeaters) | Ottavia Bruno              | —         | Equipo Completo | Equipo Completo | —      |
| 6     | Raffaella Carrà | Foxy Ladies           | Tutta mia la città (Giuliano Palma & the Bluebeaters) | Valentino Bianconi         | —         | Equipo Completo | Equipo Completo | —      |
| 7     | Dolcenera       | Joe Croci             | Wake Me Up (Avicii)                                   | Danylo Palyeyev Barmanskyy | N/D       | Equipo Completo | Equipo Completo | —      |
| 7     | Dolcenera       | Joe Croci             | Wake Me Up (Avicii)                                   | Derek                      | N/D       | Equipo Completo | Equipo Completo | —      |
| 8     | Emis Killa      | Roberta Nasti         | Il paradiso (Patty Pravo)                             | Davide Ruda                | —         | Equipo Completo | Equipo Completo | N/D    |
| 8     | Emis Killa      | Roberta Nasti         | Il paradiso (Patty Pravo)                             | Mariangela Corvino         | —         | Equipo Completo | Equipo Completo | N/D    |
| 9     | Max Pezzali     | Viviana Colombo       | Hold My Hand (Jess Glynne)                            | Aurora Lecis               | —         | Equipo Completo | Equipo Completo | —      |
| 9     | Max Pezzali     | Viviana Colombo       | Hold My Hand (Jess Glynne)                            | Cristina Cascone           | —         | Equipo Completo | Equipo Completo | —      |
| 10    | Dolcenera       | Edith Brinca          | La fine (Nesli)                                       | Greta Squillace            | N/D       | Equipo Completo | Equipo Completo | —      |
| 10    | Dolcenera       | Edith Brinca          | La fine (Nesli)                                       | Rocco Fiore                | N/D       | Equipo Completo | Equipo Completo | —      |
| 11    | Raffaella Carrà | Tanya Borgese         | Livin' on a Prayer (Bon Jovi)                         | Andrea Palmieri            | —         | Equipo Completo | Equipo Completo | —      |
| 11    | Raffaella Carrà | Tanya Borgese         | Livin' on a Prayer (Bon Jovi)                         | Daniele Soffiani           | —         | Equipo Completo | Equipo Completo | —      |
| 12    | Dolcenera       | Annamaria Castaldi    | Spaccacuore (Samuele Bersani)                         | Giulia Franceschini        | N/D       | Equipo Completo | Equipo Completo | —      |
| 12    | Dolcenera       | Annamaria Castaldi    | Spaccacuore (Samuele Bersani)                         | Neja                       | N/D       | Equipo Completo | Equipo Completo | —      |

### Octavo episodio
El octavo episodio se emitió el 13 de abril de 2016.
| Orden | Coach           | Ganador               | Canción (cantante original)                | Perdedor                | Robo            | Robo            | Robo            | Robo            |
| Orden | Coach           | Ganador               | Canción (cantante original)                | Perdedor                | Dolcenera       | Pezzali         | Carrà           | Killa           |
| ----- | --------------- | --------------------- | ------------------------------------------ | ----------------------- | --------------- | --------------- | --------------- | --------------- |
| 1     | Raffaella Carrà | Beatrice Ferrantino   | Bailando (Enrique Iglesias)                | Cristina Ambu           | —               | Equipo Completo | Equipo Completo | —               |
| 1     | Raffaella Carrà | Beatrice Ferrantino   | Bailando (Enrique Iglesias)                | Elisa Maffenini         | —               | Equipo Completo | Equipo Completo | —               |
| 2     | Dolcenera       | Luca De Gregorio      | Against All Odds (Phil Collins)            | Enrico Bernardo         | N/D             | Equipo Completo | Equipo Completo | —               |
| 2     | Dolcenera       | Luca De Gregorio      | Against All Odds (Phil Collins)            | Fabio De Vincente       | N/D             | Equipo Completo | Equipo Completo | —               |
| 3     | Max Pezzali     | Claudio Cera          | Learn to Fly (Foo Fighters)                | Ivan Giancarlo Giannini |                 | Equipo Completo | Equipo Completo |                 |
| 3     | Max Pezzali     | Claudio Cera          | Learn to Fly (Foo Fighters)                | Virna Marangoni         | —               | Equipo Completo | Equipo Completo | Equipo Completo |
| 4     | Emis Killa      | Frances Alina Ascione | Blame It on the Boogie (Jackson Five)      | Marta Pedoni            | —               | Equipo Completo | Equipo Completo | Equipo Completo |
| 4     | Emis Killa      | Frances Alina Ascione | Blame It on the Boogie (Jackson Five)      | Roxana Ene              | —               | Equipo Completo | Equipo Completo | Equipo Completo |
| 5     | Raffaella Carrà | Manuel Aspidi         | Regina di cuori (Piero Pelù)               | Armando Curameng        | —               | Equipo Completo | Equipo Completo | Equipo Completo |
| 5     | Raffaella Carrà | Manuel Aspidi         | Regina di cuori (Piero Pelù)               | Fabio De Gennaro        | —               | Equipo Completo | Equipo Completo | Equipo Completo |
| 6     | Dolcenera       | Massimo Cantisani     | When I Was Your Man (Bruno Mars)           | Frank Polucci           | N/D             | Equipo Completo | Equipo Completo | Equipo Completo |
| 6     | Dolcenera       | Massimo Cantisani     | When I Was Your Man (Bruno Mars)           | Mattia Sciascia         | N/D             | Equipo Completo | Equipo Completo | Equipo Completo |
| 7     | Max Pezzali     | Elya Zambolin         | A Sky Full of Stars (Coldplay)             | Andrea Cerrato          | —               | Equipo Completo | Equipo Completo | Equipo Completo |
| 7     | Max Pezzali     | Elya Zambolin         | A Sky Full of Stars (Coldplay)             | Valentina Buccinnà      | —               | Equipo Completo | Equipo Completo | Equipo Completo |
| 8     | Emis Killa      | Giuliana Ferraz       | Demons (Imagine Dragons)                   | Claudio Di Cicco        | —               | Equipo Completo | Equipo Completo | Equipo Completo |
| 8     | Emis Killa      | Giuliana Ferraz       | Demons (Imagine Dragons)                   | Valentina Buccinnà      | —               | Equipo Completo | Equipo Completo | Equipo Completo |
| 9     | Raffaella Carrà | Samuel Pietrasanta    | Guerriero (Marco Mengoni)                  | Bruna Zaccaro           | —               | Equipo Completo | Equipo Completo | Equipo Completo |
| 9     | Raffaella Carrà | Samuel Pietrasanta    | Guerriero (Marco Mengoni)                  | Irene Colzani           | —               | Equipo Completo | Equipo Completo | Equipo Completo |
| 10    | Dolcenera       | Giorgia Alò           | Russian Roulette (Rihanna)                 | Chiara Granetto         | N/D             | Equipo Completo | Equipo Completo | Equipo Completo |
| 10    | Dolcenera       | Giorgia Alò           | Russian Roulette (Rihanna)                 | Stephanie Riondino      | N/D             | Equipo Completo | Equipo Completo | Equipo Completo |
| 11    | Emis Killa      | Debora Cesti          | Amore disperato (Nada)                     | Giorgia Papasidero      | —               | Equipo Completo | Equipo Completo | Equipo Completo |
| 11    | Emis Killa      | Debora Cesti          | Amore disperato (Nada)                     | Marta Pilia             | —               | Equipo Completo | Equipo Completo | Equipo Completo |
| 12    | Max Pezzali     | Giuseppe Citarelli    | La prima cosa bella (Nicola Di Bari)       | Cristina Di Pietro      |                 | Equipo Completo | Equipo Completo | Equipo Completo |
| 12    | Max Pezzali     | Giuseppe Citarelli    | La prima cosa bella (Nicola Di Bari)       | Elisa Meo               | —               | Equipo Completo | Equipo Completo | Equipo Completo |
| 14    | Emis Killa      | Pino Giordano         | El perdón (Nicky Jam ft. Enrique Iglesias) | Mirko Ciulla            | Equipo Completo | Equipo Completo | Equipo Completo | Equipo Completo |
| 14    | Emis Killa      | Pino Giordano         | El perdón (Nicky Jam ft. Enrique Iglesias) | Viviana Buonomo         | Equipo Completo | Equipo Completo | Equipo Completo | Equipo Completo |
| 15    | Raffaella Carrà | Francesca Profico     | Greatest Love of All (Whitney Houston)     | Federica Vincenti       | Equipo Completo | Equipo Completo | Equipo Completo | Equipo Completo |
| 15    | Raffaella Carrà | Francesca Profico     | Greatest Love of All (Whitney Houston)     | Rosaria Mallardo        | Equipo Completo | Equipo Completo | Equipo Completo | Equipo Completo |
| 16    | Max Pezzali     | Cristiano Carta       | Ti porto via con me (Jovanotti)            | Kevin Pappano           | Equipo Completo | Equipo Completo | Equipo Completo | Equipo Completo |
| 16    | Max Pezzali     | Cristiano Carta       | Ti porto via con me (Jovanotti)            | Mirko Adinolfi          | Equipo Completo | Equipo Completo | Equipo Completo | Equipo Completo |

## Knockouts
Clave de color:

### Noveno episodio
El noveno episodio se emitió el 20 de abril de 2016.
| Orden | Coach           | Artista                 | Canción (cantante original)              |
| ----- | --------------- | ----------------------- | ---------------------------------------- |
| 1     | Dolcenera       | Giorgia Alò             | Fast Car (Tracy Chapman)                 |
| 1     | Dolcenera       | Cristina Di Pietro      | Maniac (Michael Sembello)                |
| 2     | Emis Killa      | Charles Kablan          | Lay Me Down (Sam Smith)                  |
| 2     | Emis Killa      | Ivan Giancarlo Giannini | Gli spari sopra (Vasco Rossi)            |
| 3     | Raffaella Carrà | Alessia Langella        | L'amore esiste (Francesca Michielin)     |
| 3     | Raffaella Carrà | Samuel Pietrasanta      | Losing My Religion (R.E.M.)              |
| 4     | Max Pezzali     | Giuseppe Citarelli      | Sultans of Swing (Dire Straits)          |
| 4     | Max Pezzali     | iWolf                   | Rock'n'Roll Robot (Alberto Camerini)     |
| 5     | Emis Killa      | Giuliana Ferraz         | Bang Bang (Nancy Sinatra)                |
| 5     | Emis Killa      | Pino Giordano           | Annarè (Gigi D'Alessio)                  |
| 6     | Raffaella Carrà | Foxy Ladies             | Roma-Bangkok (Baby K ft. Giusy Ferreri)  |
| 6     | Raffaella Carrà | Manuel Aspidi           | I Don't Want to Miss a Thing (Aerosmith) |
| 7     | Max Pezzali     | Elya Zambolin           | Per me è importante (Tiromancino)        |
| 7     | Max Pezzali     | Cristiano Carta         | Black or White (Michael Jackson)         |
| 8     | Dolcenera       | Edith Brinca            | Skinny Love (Bon Iver)                   |
| 8     | Dolcenera       | Luca De Gregorio        | Ancora Tu (Lucio Battisti)               |

### Décimo episodio
El décimo episodio se emitió el 27 de abril de 2016.
| Orden | Coach           | Artista               | Canción (cantante original)                       |
| ----- | --------------- | --------------------- | ------------------------------------------------- |
| 1     | Emis Killa      | William Prestigiacomo | Uptown Funk (Mark Ronson ft. Bruno Mars)          |
| 1     | Emis Killa      | Roberta Nasti         | Cambiare (Alex Baroni)                            |
| 2     | Dolcenera       | Alice Paba            | Ma che freddo fa (Nada)                           |
| 2     | Dolcenera       | Annamaria Castaldi    | Sally (Vasco Rossi)                               |
| 3     | Max Pezzali     | Viviana Colombo       | Sugar (Robin Schulz) & Thriller (Michael Jackson) |
| 3     | Max Pezzali     | Davide Carbone        | Io che amo solo te (Sergio Endrigo)               |
| 4     | Raffaella Carrà | Beatrice Ferrantino   | Titanium (David Guetta)                           |
| 4     | Raffaella Carrà | Francesca Profico     | Per dire di no (Alexia)                           |
| 5     | Emis Killa      | Debora Cesti          | Come foglie (Malika Ayane)                        |
| 5     | Emis Killa      | Frances Alina Ascione | Tears Dry on Their Own (Amy Winehouse)            |
| 6     | Dolcenera       | Massimo Cantisani     | Your Song (Al Jarreau)                            |
| 6     | Dolcenera       | Joe Croci             | Photograph (Ed Sheeran)                           |
| 7     | Raffaella Carrà | Katy Desario          | Sin ti (Laura Pausini)                            |
| 7     | Raffaella Carrà | Tanya Borgese         | I Wish (Stevie Wonder)                            |
| 8     | Max Pezzali     | Claudio Cera          | Use Somebody (Kings of Leon)                      |
| 8     | Max Pezzali     | Francesca Basaglia    | I Kissed a Girl (Katy Perry)                      |

## Espectáculos en vivo
Clave de color:

### Undécimo episodio
El undécimo episodio se emitió el 4 de mayo de 2016. Los cuatro competidores por entrenador actúan en dos desafíos, el Público decreta los dos ganadores que pasan de ronda, tras lo cual el entrenador decide a quién salvar entre los dos perdedores.
Actuación de los entrenadores: Los cuatro entrenadores interpretan un popurrí de sus canciones (Parole di ghiaccio/Gli anni por Max Pezzali y Emis Killa, Il mio amore unico/Tanti auguri por Raffaella Carrà y Dolcenera).
Actuación de los competidores: Los talentos de los cuatro equipos actúan en el escenario cantando Purple Rain rindiendo homenaje a Prince, quien falleció unas semanas antes.
| Orden | Coach           | Artista               | Canción (cantante original)                        | Televoto (%) |
| ----- | --------------- | --------------------- | -------------------------------------------------- | ------------ |
| 1     | Emis Killa      | Charles Kablan        | In un giorno qualunque (Marco Mengoni)             | 77,43%       |
| 2     | Emis Killa      | Roberta Nasti         | Fortissimo (Rita Pavone)                           | 22,57%       |
| 3     | Dolcenera       | Giorgia Alò           | Skyfall (Adele)                                    | 32,89%       |
| 4     | Dolcenera       | Alice Paba            | A mano a mano (Riccardo Cocciante)                 | 67,11%       |
| 5     | Max Pezzali     | Elya Zambolin         | 7 Years (Lukas Graham)                             | 67,45%       |
| 6     | Max Pezzali     | iWolf                 | Innamoratissimo (Righeira)                         | 32,55%       |
| 7     | Raffaella Carrà | Samuel Pietrasanta    | Don't You Worry Child (Swedish House Mafia)        | 65,52%       |
| 8     | Raffaella Carrà | Foxy Ladies           | Candyman (Christina Aguilera)                      | 34,48%       |
| 9     | Dolcenera       | Edith Brinca          | Le tasche piene di sassi (Jovanotti)               | 35,19%       |
| 10    | Dolcenera       | Joe Croci             | The Sound of Silence (Simon & Garfunkel)           | 64,61%       |
| 11    | Emis Killa      | Frances Alina Ascione | Chasing Pavements (Adele)                          | 79,10%       |
| 12    | Emis Killa      | Giuliana Ferraz       | Shimbalaiê (Maria Gadú)                            | 20,90%       |
| 13    | Raffaella Carrà | Beatrice Ferrantino   | Tappeto di fragole (Modà)                          | 19,12%       |
| 14    | Raffaella Carrà | Tanya Borgese         | I'm Outta Love (Anastacia)                         | 80,88%       |
| 15    | Max Pezzali     | Davide Carbone        | Always on My Mind (Elvis Presley/Pet Shop Boys)    | 67,80%       |
| 16    | Max Pezzali     | Francesca Basaglia    | Gli ostacoli del cuore (Elisa ft. Luciano Ligabue) | 32,20%       |

### Duodécimo episodio
El duodécimo episodio se emitió el 11 de mayo de 2016. Actúan los tres concursantes a entrenador, uno se salva por televoto y el otro es elegido por el entrenador de los dos restantes.
Invitados: Giorgio Moroder, Malika Ayane

Canciones interpretadas por invitados: Flashdance... What a Feeling, Take My Breath Away y  El expreso de medianoche (Giorgio Moroder con todos los artistas de La Voz), Ricomincio da qui y No es serio (Malika Ayane con Charles Kablan, Elya Zambolin, Alice Paba y Tanya Borgese)
| Orden | Coach           | Artista               | Canción (cantante original)                   | Televoto (%) |
| ----- | --------------- | --------------------- | --------------------------------------------- | ------------ |
| 1     | Raffaella Carrà | Samuel Pietrasanta    | Una poesia anche per te (Elisa)               | 29,18%       |
| 2     | Raffaella Carrà | Beatrice Ferrantino   | Take Me Home (Jess Glynne)                    | 20,14%       |
| 3     | Raffaella Carrà | Tanya Borgese         | Black Horse and the Cherry Tree (KT Tunstall) | 50,68%       |
| 4     | Emis Killa      | Charles Kablan        | Writing's on the Wall (Sam Smith)             | 49,50%       |
| 5     | Emis Killa      | Roberta Nasti         | Just Give Me a Reason (Pink ft. Nate Ruess)   | 27,75%       |
| 6     | Emis Killa      | Frances Alina Ascione | 50mila (Nina Zilli)                           | 22,75%       |
| 7     | Dolcenera       | Alice Paba            | It's Oh So Quiet (Björk)                      | 45,68%       |
| 8     | Dolcenera       | Giorgia Alò           | Così celeste (Zucchero Fornaciari)            | 23,84%       |
| 9     | Dolcenera       | Joe Croci             | Like a Rolling Stone (Bob Dylan)              | 30,48%       |
| 10    | Max Pezzali     | iWolf                 | Stella stai (Umberto Tozzi)                   | 33,23%       |
| 11    | Max Pezzali     | Elya Zambolin         | Beautiful Day (U2)                            | 50,63%       |
| 12    | Max Pezzali     | Davide Carbone        | Una lunga storia d'amore (Gino Paoli)         | 16,14%       |

### Semifinal
La semifinal se transmitirá el 16 de mayo 2016. Los dos competidores de cada equipo actúan en un doble desafío: el primer desafío consiste en interpretar una canción elegida por el entrenador y el segundo ve al talento actuar con un artista italiano. Llegará a la final un artista por equipo, el que obtenga la mayor puntuación sumando los porcentajes de televoto y los 100 puntos repartidos por el entrenador entre sus dos competidores (60 para el favorito y 40 para el segundo integrante del equipo).
Invitados: Jasmine Thompson, Rocco Hunt, Lorenzo Fragola, Alessio Bernabei, Baby K, Giusy Ferreri, Benji & Fede, Zero Assoluto, Annalisa
Canciones interpretadas por invitados: Adore (Jasmine Thompson con 8 semifinalistas)
Leyenda
- Artista finalista
- Artista Eliminado

| Orden | Coach           | Artista            | Actuaciones                             | Actuaciones                           | Puntaje | Puntaje  | Puntaje |
| Orden | Coach           | Artista            | Canción (cantante original)             | Canción (dúo)                         | Coach   | Televoto | Total   |
| ----- | --------------- | ------------------ | --------------------------------------- | ------------------------------------- | ------- | -------- | ------- |
| 1     | Max Pezzali     | iWolf              | Eppur mi son scordato di te (Formula 3) | Wake Up (Rocco Hunt)                  | 40      | 31,67%   | 71,67   |
| 2     | Max Pezzali     | Elya Zambolin      | We Are Young (Fun. ft. Janelle Monáe)   | Luce che entra (Lorenzo Fragola)      | 60      | 68,33%   | 128,33  |
| 3     | Raffaella Carrà | Samuel Pietrasanta | Hymn for the Weekend (Coldplay)         | Noi siamo infinito (Alessio Bernabei) | 40      | 48,64%   | 88,64   |